# فرد سانفورد
فرد سانفورد (بالإنجليزية: Fred Sanford)‏ هو لاعب كرة قاعدة أمريكي، ولد في 9 أغسطس 1919 في مقاطعة سولت ليك في الولايات المتحدة، وتوفي في 15 مارس 2011 في مدينة سولت ليك في الولايات المتحدة.

## وصلات خارجية
- فرد سانفورد على موقع دوري كرة القاعدة الرئيسي (الإنجليزية)
- فرد سانفورد على موقعبيزبول رفرنس.كوم (الدوري الرئيسي) (الإنجليزية)
- فرد سانفورد على موقعبيزبول رفرنس.كوم (الدوري الثانوي) (الإنجليزية)
- فرد سانفورد على موقع إي إس بي إن.كوم (أم.أل.بي) (الإنجليزية)
- فرد سانفورد على موقع مشجعي الرسوم البيانية (الإنجليزية)